# إسحاق هاليفي هيرتسوغ
إسحاق هاليفي هرتسوغ (بالعبرية: יצחק אייזיק הלוי הרצוג) (3 ديسمبر 1888 – 25 يوليو 1959) حاخام يهودي وإسرائيلي. 
كان أول كبير حاخامات لأيرلندا، وتولى ذلك المنصب من عام 1921 إلى 1959.
كما كان كبير حاخامات فلسطين تحت الانتداب البريطاني ثم إسرائيل منذ عام 1936 حتى وفاته في 1959.
حصل على جائزة إسرائيل في الأدب الحاخامي في عام 1958.

## حياته
ولد في لومزا في بولندا، لميريام وجويل لايب هرتسوغ. وانتقل إلى المملكة المتحدة مع عائلته في عام 1898، حيث استقروا في ليدز. وكان والده حاخاما في ليدز. تلقى إسحاق تعليمه في ليدز، ثم لاحقا في باريس.
درس التلمود في سن صغيرة، والتحق بجامعة السوربون ثم لاحقا في بجامعة لندن، حيث حصل على درجة الدكتوراه. وأكسبته أطروحة الدكتوراه شهرة في العالم اليهودي، وكانت حول زعمه بإعادة اكتشاف صبغة التخلت وهي نوع من الصبغة الزرقاء كانت تستخدم في صناعة التزيتزيت وهي من الملابس الدينية.

## أبناؤه
أنجب  الحاخام هرتسوغ أولادا، منهم حاييم هرتسوغ الذي كان جنرالا في الجيش الإسرائيلي، ولاحقا سفيرا لإسرائيل في الأمم المتحدة ثم رئيسا لإسرائيل. أما ابنه ياكوف هرتسوغ فكان سفيرا لإسرائيل في كندا ولاحقا مديرا عاما لمكتب رئيس الوزراء الإسرائيلي.
حفيده إسحاق هرتسوغ كان عضوا في الكنيسيت الإسرائيلي، ورئيسا للمعارضة.  

## الحاخامية
خدم حاخاماً لبلفاست من عام 1916 حتى 1919، وحاخاماً لدبلين في عام 1919. وكان متحدثا طلقا باللغة الأيرلندية، ودعم إنشاء أول «دايل» (جمعية وطنية أيرلندية) والجانب المؤيد للجمهورية الأيرلندية خلال ما يعرف بحرب استقلال أيرلندا، وعرف بسبب ذلك باسم «حاخام سين فاين».وخدم كبيرا للحاخامات في أيرلندا بين عام 1922 حتى 1936، حيث هاجر إلى فلسطين ليخلف الحاخام أبراهام يستحاق كوك في منصب كبير الحاخامات الإشكنازيين. وكان داعما للجيش الجمهوري الأيرلندي ولمنظمة إرغون.
وفي مايو 1939 وقبل نشوب الحرب العالمية الثانية بقليل، قامت الحكومة البريطانية بتقييد الهجرة اليهودية إلى فلسطين فيما يعرف بـ «الورقة البيضاء». فقام الحاخام هرتسوغ بقيادة مظاهرة في شوارع القدس مع اليهود من جميع المذاهب، حتى وصلوا إلى كنيس هورفا، وقال: «لا نستطيع القبول بالورقة البيضاء. وكما قال الأنبياء من قبلي، سأمزقه إلى نصفين». وبعد حوالي أربعين عاما وفي العاشر من نوفمبر 1975 كرر السفير هرتسوغ مقولة أبيه مع قرار الأمم المتحدة بأن الصهيونية هي حركة عنصرية.
وخلال الحرب العالمية الثانية سافر الحاخام هرتسوغ، متحملا المخاطرة، إلى الولايات المتحدة الأمريكية، واستطاع مقابلة الرئيس الأمريكي روزفلت. لم يرد روزفلت على توسلات الحاخام هرتسوغ بإعطاء وعد لحماية اليهود في أوروبا. ويقال أن شعر الحاخام ازداد بياضا بعد مغادرة لقاء روزفلت ورفضه إعطاء ذلك الوعد.
وبعد ذلك مباشرة وفي أثناء عودته للوطن، نجا من الموت حيث لم يستطع اللحاق بالسفينة العائدة إلى الوطن، لكن ضربت تلك السفينة بغواصة وهي في عرض البحر، وكانت تلك السفينة  آخر سفينة مدنية تعبر المحيط الأطلسي في فترة الحرب العالمية الثانية.
وبعد الحرب، كرس الحاخام نفسه لخدمة الأطفال اليهود خاصة الرضع، وقام ببذل الجهود لإنقاذهم من المخابئ التي يلجئون إليها عبر أوروبا، وإحضارهم إلى ملاجئ أيتام. والكثير من هؤلاء كان يختبئون في أديرة مسيحية بفضل عائلات مسيحية، والذين رفضوا إعادتهم. وفي كتاب سيرته الذاتية يحكي عن الصعوبات التي لاقاها في سبيل مقابلة البابا الذي كان يتجنبه، لكنه في النهاية تلقى المساعدة من الفاتيكان.
وفي السنوات اللاحقة اكتُشِف أن كاول كارول فويتيلا الذي أصبح فيما بعد البابا يوحنا بولس الثاني، كان الصلة التي ساعدت الحاخام هرتسوغ. ورغم ذلك فالمدافعين عن البابا بيوس الثاني عشر زعموا أن هرتسوغ كانت لديه صلات صداقة بالبابا خلال وبعد الحرب. وفي عام 1945 قال: "شعب إسرائيل لن ينسوا أبدا ما يفعله قداسة البابا ومندوبيه اللامعين، لإخواننا وأخواتنا في أكثر المآسي التي لحقت بنا في تاريخنا، مما يمثل دليلا على العناية الإلهية بذلك العالم.

## كتاباته
كانت للحاخام هرتسوغ مكانة رفيعة كحاخام، وكتب العديد من الكتب والمقالات حول مشاكل الشريعة اليهودية، وحول التوراة ودولة إسرائيل. وساعدت كتاباته في تشكيل وجهات نظر الحركة الصهيونية المتدينة فيما يتعلق بدولة إسرائيل.

## جوائز
- حصل على جائزة إسرائيل في الأدب الحاخامي في عام 1958.[10]